# Wolfgang Fricke (Musikpädagoge)
Wolfgang Fricke (* 25. Juni 1933 in Kiel; † 21. August 2005 in Hamburg) war ein deutscher Musikpädagoge. Er komponierte Musicals während seiner Dienstzeit an der Wichern-Schule in Hamburg-Horn. Weit über 300 Inszenierungen sind bisher von seinen Stücken verzeichnet.
Sein Werk umfasst die Musiktheaterstücke Emil und die Detektive (1969), Hamburg – Rike und die Gauner (1978), Tom Sawyer (1980), Ali Baba, oder...? (1985), Klaus Störtebecker (1989), Till Eulenspiegel (1993), Der Rattenfänger von... (1998), Der verlorene Sohn. Unveröffentlicht sind bisher Der verlorene Sohn, eine Weihnachtskantate, ein Weihnachtsliederbuch sowie Gedichte und Kompositionen für Familie und Freunde.
Als Vorreiter für schulisches Musiktheater hat Wolfgang Fricke alle seine Schülermusicals einschließlich der Libretti und Songtexte für den eigenen Musikunterricht entwickelt und auf die darstellerischen Fähigkeiten von Kindern und Jugendlichen zugeschnitten. Wolfgang Fricke prägte den Begriff Schülermusical, als er in den 1960er Jahren auf der Suche nach größeren Werken war, die von Schülern realisierbar sein könnten. Die bis dahin berühmt gewordenen Broadwaymusicals erwiesen sich als viel zu schwierig, sodass er selbst – die musikalische Kompetenz der Kinder beachtend – Stücke schrieb, bei denen jedes Kind mitmachen kann. Sein Konzept bestand darin, alle Kinder – gerade auch die vermeintlich unmusikalischen – mit einzubeziehen und sie auf diese Weise an einem musikalischen Projekt teilnehmen zu lassen, das aufgrund seiner Größe und wegen eingängiger Melodien langfristig im Gedächtnis bleibt und somit nachhaltig die Lust an der Musik wachhält. „Kinder sollen gute Musik machen.“ (Fricke)
Er selbst komponierte viele Schülermusicals und ermunterte als Dozent für schulpraktisches Klavierspiel die nachfolgende Generation von Lehrern, in dieser Richtung zu arbeiten. 

## Leben

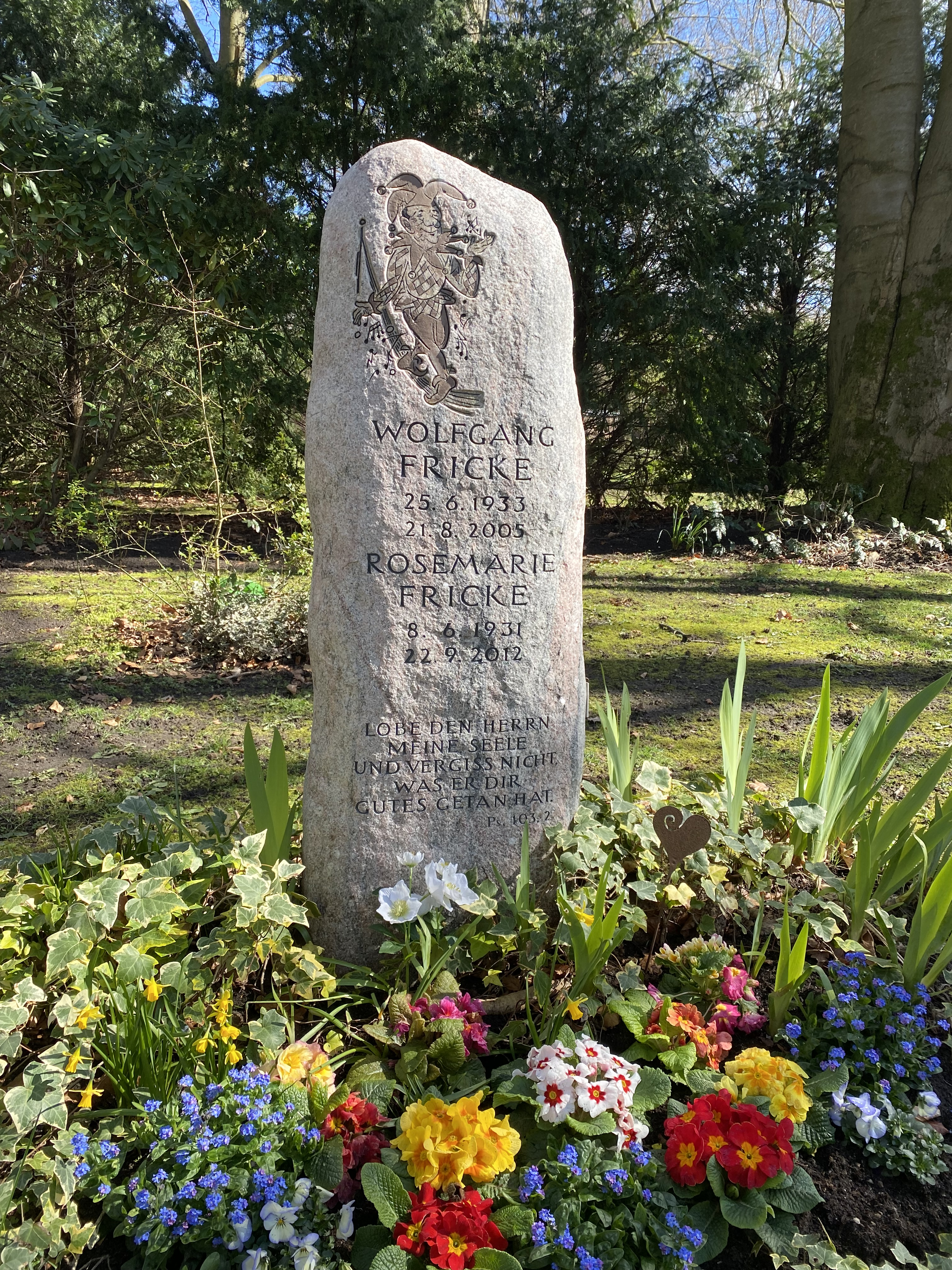
Grabstätte auf dem Friedhof Öjendorf

Fricke war der vierte Sohn des damaligen Korvettenkapitäns Otto Fricke und der Künstlerin Elisabeth Fricke, geb. v. Gerlach.
Nach dem Abitur 1954 am Athenaeum Stade studierte er von 1954 bis 1957 Schul- und Kirchenmusik an der Staatlichen Musikhochschule in Hamburg (Orgel: Helmut Tramnitz; Komposition: Rudolf von Oertzen, Gernoth Klussmann). Anschließend studierte er bis 1960 Anglistik und  Pädagogik an der Universität Hamburg.
Von 1956 bis 1964 arbeitete Fricke als Organist an der Hauptkirche St. Petri in Hamburg und von 1966 bis 1993 als OStR an der Wichern-Schule (Rauhes Haus) in Hamburg (Fächer: Musik und Englisch), außerdem widmete er sich der Komposition von Schülermusicals.
1971 war er Mitbegründer des Kinder und Jugendtheaters, später „Klecks-Theater“. 1972 war er Sprecher bei Pendereckis Lukas-Passion an der Hauptkirche St. Michaelis. Von 1973 bis 1977 arbeitete er als Dramaturg und Sprecher bei Kinderkonzerten der Hamburger Symphoniker und von 1979 bis 1983 als Dozent für schulpraktisches Klavierspiel an der Musikhochschule Lübeck. Von 1983 bis 1993 arbeitete er im Ruhestand als Komponist.
Er war verheiratet mit der Klavierpädagogin Rosemarie Fricke, geb. Seebaß (1931–2012) und hatte zwei Töchter, Cornelia (* 1963) und Elisabeth (* 1967). Seine Tochter Elisabeth Levkau führt seit Frickes Tod den Verlag Schülermusicals. Fricke ruht neben seiner Frau auf dem Hamburger Friedhof Öjendorf.